# 上海市寶山區圖書館
上海市寶山區圖書館是中華人民共和國上海市寶山區的一個圖書館，前身是成立於1958年的寶山縣圖書館。1960年，吳淞區圖書館建成。1989年，兩個圖書館合併成上海市寶山區圖書館。1999年搬遷。2012年，宝山区图书馆新馆建成。